# Hug
Hug ist ein deutschsprachiger Familienname.

## Herkunft und Verbreitung
Der Familienname Hug ist die nicht-diphthongierte Form des Namens Haug. Diesem Lautmerkmal gemäß ist der Name hauptsächlich im Hochalemannischen, besonders in der Deutschschweiz, verbreitet.

## Namensträger
- Adolphe Hug (1923–2006), Schweizer Fußballspieler
- Alex Hug (* 1943), Schweizer Organist und Komponist
- Alexander Hug (* 1975), Schweizer Skibergsteiger
- Alfons Hug (* 1950), deutscher Kurator, Kunstkritiker und Ausstellungsorganisator
- Andy Hug (1964–2000), Schweizer Kampfsportler
- Angèle Hug (* 2000), französische Kanutin
- Annette Hug (* 1970), Schweizer Schriftstellerin
- Armand Hug (1910–1977), US-amerikanischer Jazz-Pianist
- Armand Hug (Rennfahrer) (1912–1975), Schweizer Automobilrennfahrer
- Arnold Hug (1832–1895), Schweizer Klassischer Philologe und Hochschullehrer
- August Hug (1875–1950), Schweizer Klassischer Philologe und Geistlicher
- Barbara Hug (1946–2005), Schweizer Rechtsanwältin
- Charles Hug (1899–1979), Schweizer Maler und Illustrator
- Charlotte Hug (* 1965), Schweizer Musikerin, Komponistin und Zeichnerin
- Daniel Hug (Fussballspieler) (1884–1918), Schweizer Fußballspieler und -trainer
- Daniel Hug (Mathematiker) (* 1965), deutscher Mathematiker
- Daniel Hug (Kunsthändler) (* 1968), US-amerikanischer Kunsthändler
- Dodo Hug (* 1950), Schweizer Schauspielerin, Komödiantin und Singer-Songwriterin
- Else Stock-Hug (1920–2012), deutsche Pianistin
- Emil Hug (1842–1909), Schweizer Musikalienhändler
- Erika Hug (1945–2021), Schweizer Unternehmerin
- Ernst Hug (1910–1979), Schweizer Eishockeyspieler
- Friedrich Hug (1839–1911), deutscher Politiker, MdR
- Friedrich Hug (Kaufmann) (1880–1956), Schweizer Kaufmann, Unternehmer und Verbandsfunktionär
- Fritz Hug (1921–1989), Schweizer Maler
- Gabriela Hug (* 1979), Schweizer Elektroingenieurin
- Gary Hug, US-amerikanischer Amateurastronom
- Gerold Hug (1958–2024), deutscher Journalist
- Hannes Hug (Bibliothekar) (* 1949), Schweizer Bibliothekar
- Hannes Hug (Moderator) (* 1968), Schweizer Moderator
- Hans Hug (Schultheiss, 1534) († 1534), Schweizer Grossrat und Schultheiss
- Hans Hug (Schultheiss, 1555) († 1555), Schweizer Grossrat und Schultheiss
- Hedy Hug-Rüegger (1901–1995), Schweizer Zahnärztin und Aktivistin für Frauenrechte
- Heiner Hug (* 1946), Schweizer Journalist und Buchautor
- Heinrich Hug (1803–1833), Schweizer Gerichtsschreiber
- Heinrich Hug (Chronist) (um 1465–nach 1533), Politiker und Chronikschreiber
- Hermann Hug (1825–1888), deutscher Revolutionär
- Hermine Hug-Hellmuth (1871–1924), österreichische Psychoanalytikerin

- Johann Jakob Hug (1801–1849), Schweizer Jurist und Politiker
- Johann Kaspar Hug (1821–1884), Schweizer Lehrer, Mathematiker und Politiker
- Johann Leonhard Hug (Pseudonym Thomas Hugson; 1765–1846), deutscher Theologe und Orientalist
- Johannes Hug (um 1455–nach 1505), Geistlicher und Autor
- Josef Hug (1903–1985), Schweizer Korbflechter, Hausierer und Schriftsteller
- Marcel Hug (* 1986), Schweizer Behindertensportler
- Marie Therese Hug (1911–2005), Prinzessin von Preußen
- Michael Hug (Autor) (* 1959), Schweizer Reisereporter, Buchautor und Blogger
- Michael Hug (Politiker) (* 1987), Schweizer Jurist und Politiker
- Nico Hug (* 1998), deutscher Fußballspieler
- Nicola Spirig Hug (* 1982), Schweizer Triathletin
- Nikolaus Hug (1771–1852), Maler, Zeichner und Kupferstecher
- Oskar Hug (1886–1968), Schweizer Arzt, Alpinist, Skibergsteiger und Autor
- Otto Hug (1913–1978), deutscher Strahlenbiologe und Arzt
- Paul Hug (Politiker, 1857) (1857–1934), deutscher Politiker (SPD), MdL Oldenburg
- Paul Hug (Politiker, 1895) (1895–1957), deutscher Politiker (SPD), MdBB
- Paul Hug (Footballspieler) (Paul Norman Hug; 1906–1949), US-amerikanischer American-Football-Spieler und -Trainer
- Paul Hug (Politiker, 1938) (1938–2025), deutscher Politiker (CDU), Bürgermeister von Winnenden
- Peter Hug (* 1955), Schweizer Historiker
- Praxedis Hug-Rütti (* 1958), Schweizer Harfenistin
- Praxedis Geneviève Hug (* 1984), Schweizer Pianistin
- Raimund Hug (* 1935), deutscher Domkapellmeister und Chorleiter
- Ralph Hug (* 1954), Schweizer Publizist
- Reto Hug (* 1975), Schweizer Triathlet
- Roger Hug (1913–1996), französischer Fußballspieler und -trainer
- Roland Hug (1936–2019), Schweizer Jazzmusiker
- Rudolf Hug (* 1950), Schweizer Unternehmer und Manager
- Siegfried Hug (1935–2020), deutscher Skilangläufer
- Tabea Hug (* 2002), deutsche Schauspielerin
- Theo Hug (1906–2002), Schweizer Musiker, Gründer und Leiter des Kammerensembles von Radio Bern
- Theodor Hug (1830–1889), Schweizer Klassischer Philologe und Gymnasiallehrer
- Tim Hug (* 1987), Schweizer Nordischer Kombinierer
- Tom Hug (* 1998), deutscher Triathlet
- Walther Hug (1898–1980), Schweizer Rechtswissenschaftler
- Werner Hug (* 1952), Schweizer Schachspieler
- Wilhelm Hug (1880–1966), deutscher Politiker (NSDAP) und Förster
- Wolfgang Hug (1931–2018), deutscher Historiker und Pädagoge